# Dineshwar Sharma
Dineshwar Sharma (Bihar, 23 de marzo de 1954 - 4 de diciembre de 2020) fue un oficial de policía indio. Era el jefe de la Oficina de Inteligencia de la India (sucedido por Rajiv Jain), que es el director de la Oficina de Inteligencia, que es el puesto de mayor rango en el Servicio de Policía de la India (IPS). También se desempeñó como interlocutor del gobierno de la India para el estado de Jammu y Cachemira. Se desempeñó como el 34° Administrador del archipiélago de Laquedivas desde 2019 hasta su muerte.

## Primeros años
Nacido en Bihar, hizo su educación primaria en Pali, Bihar y luego fue a la Universidad más grande de Bihar Magadh University en Bodh Gaya para su graduación. Un policía de tercera generación, Sharma primero calificó para el Servicio Forestal de la India y luego para IPS.

## Carrera
Tenía una amplia experiencia desde el manejo del separatismo y las insurgencias hasta la política nacional y regional. Se desempeñó en una amplia variedad de puestos de comando y personal en varias agencias policiales, paramilitares y de inteligencia, que incluyen:
- Oficial de Policía Subdivisional (SDPO) en el rango de ASP (Asst. Supdt. de la policía) en el distrito de Alappuzha de Kerala.
- Ayudante de un batallón de policía especial de Malabar, comandante adjunto de un batallón de policía especial de Malabar en el rango de Addl. SP.
- SP adicional (Addl. SP) (Urbano) en el distrito de Kozhikode.
- Comandante del II Batallón de Policía Armada en el grado de Superintendente de Policía.
- Superintendente de Policía del distrito de Kollam y del distrito de Thrissur en Kerala.
- SSP en la Oficina de Inteligencia del Estado de Kerala.
- Instructor en la Academia Nacional de Policía Sardar Vallabhbhai Patel e Instructor principal en la Academia CRPF en el rango de SSP, 1997-1999.
- DIG de la Fuerza de Seguridad Fronteriza entre 1999-2003.
- Director adjunto de IB (Oficina de Cachemira) en 2003-05.
- IG de CRPF a cargo de Jammu & Kashmir, 2005-2008.
- Director adicional y director especial de la Oficina de Inteligencia.

Trabajó de forma ininterrumpida en el IB desde 2008. Asistió a cursos de formación sobre trabajo de inteligencia y métodos policiales en Alemania Oriental, Polonia, Israel y Corea del Sur. Sirvió en Nagaland, Jammu y Cachemira, Gujarat y Rajasthan en diversas capacidades en BSF, CRPF e IB. También trabajó con el asesor de seguridad nacional (NSA) Ajit Doval durante su período anterior como director del IB. Hablaba con fluidez hindi, inglés, maithili, malayalam, tamil, árabe y urdu.